# Марк Ключник
Марк клю́чник — день в народном календаре у славян, приходящийся на 25 апреля (8 мая).
Название происходит от имени апостола Марка. В народном представлении святого иногда называли ключником, потому что верили, что он владеет ключами от дождей.

## Другие названия
рус. Марк, Марков день, Бабий праздник, Птичий праздник; укр. Марко-ключ; бел. Марк, Сільвестр, Станіслаў; серб. Марковдан, Марко-Градобиjа; болг. Мирко-Градобия; словен. Veliki prošnji dan; пол. Dzień św. Marka, Św. Marek.

## Обряды и поверья
Евангелисту Марку молятся при разных недугах, о любви и мире супругов, о покровительстве семейного очага. Хлеборобы — с просьбой ниспослать дождь. В эти дни дождю пели славу: «Даст небо дождь, а земля — рожь», «Малый дождь землю грязнит, большой — очищает», «Три дождя в апреле да один в мае — тысячи дождей стоят».
К этому дню «валом валят певчие птахи стаями», то есть в деревнях ждали прилёта певчих птиц.
Хозяйственные крестьяне выходили утром смотреть на конопляное поле: если птиц на нём много, то ожидали хорошего урожая конопли. Тогда по возвращении домой они бросали по двору конопляные семена как для домашних, так и для диких птиц.
В некоторых местах крестьяне в этот день отправлялись ловить специальными тенетами (ловчими сетями) чижей (моск., тул.).
«Небо ярко — бабам в избе жарко», «Марк-ключник отпирает сундуки». Старались перетряхивать зимнюю одежду и обувь и вывешивать на солнце для просушки. Хозяйки мыли в доме полы и лавки с настоем из крапивы, убирались.
Сербы отмечали этот праздник из-за грома, града и вихря, поскольку, по поверью, тому, кто работает в этот день, святой Марк уничтожит градом посевы.
На Украине и в Польше обряды и запреты дня соблюдались ради предупреждения засухи. К Марку у поляков приурочены запреты строить заборы и копать землю (аналогичные тем, которые у восточных славян связывались с Благовещением). В этот день никто не городил заборов и даже не вбивал в землю кольев, иначе считалось, что с Маркова дня до Петрова в этой местности не выпадет ни одной капли дождя. У нарушителя этого установления вырывали колья из земли и разрушали заборы. В других местах заборы, построенные на Марка Ключника, разбирали только в том случае, если долго не было дождя; в этот день служили молебны о дожде.
На западе югославянского ареала (в Хорватии, Славонии, Словении, у банатских болгар, в Воеводине) на Ключника имели место первые весенние обходы полей (соотносимые с восточнобалканскими юрьевскими, русскими вознесенскими и др.), совершаемые для защиты от непогоды и полевых вредителей. Процессия во главе со священником обходила село, все поля и виноградники; перед каждым из них она останавливалась, и священник благословлял посевы. После этого люди срывали немного освященных зеленых колосьев, которые приносили домой и впоследствии использовали, например для лечения; по завершении процессии все отправлялись в церковь, где также совершался молебен.
У сербов Суботицы (Воеводина) на 16-летних девушек впервые одевали прву сеилу, белое шёлковое платье, положенное лишь взрослым, в котором они посещали церковь или гуляния. По этому платью односельчане судили о том, что девушка уже готова к браку (см. Инициация, Кумление).
В восточной Славонии, Боснии и Далмации это был поминальный день с посещением кладбищ, где на могилах оставляли яйца.

## Поговорки и приметы
- Даст небо дождь, а земля — рожь[13].
- Три дождя в апреле да один в мае — тысячи дождей стоят[10].
- Тёплые дожди в апреле, и в особенности в конце месяца — благословение полям.
- Прилёт певчих птиц стаями[1].
- На Марка небо ярко, бабам в избе жарко[15].
- Если на Марка пташки летят на конопляники, то будет урожай конопли[15].